# Pseudopancovia heteropetala
Pseudopancovia heteropetala är en kinesträdsväxtart som beskrevs av François Pellegrin. Pseudopancovia heteropetala ingår i släktet Pseudopancovia och familjen kinesträdsväxter. Inga underarter finns listade i Catalogue of Life.